# 氰化钡
氰化钡（barium cyanide），化学式 Ba(CN)2，分子量为189.38，白色光亮鳞状结晶。不溶于水，微溶于乙醇，遇酸或露置空气中能吸收水分和二氧化碳分解出剧毒的氰化氢气体。

## 制备
它是由氢氰酸和氢氧化钡在水中或是石油醚中反应而成的。
{\displaystyle \mathrm {Ba(OH)_{2}+2\ HCN\longrightarrow Ba(CN)_{2}\ +2\ H_{2}O} }
它也可以由氢氧化钡和碳在空气或氮气中燃烧而成。
{\displaystyle \mathrm {Ba(OH)_{2}+3\ C+N_{2}\longrightarrow Ba(CN)_{2}\ +H_{2}O+CO} }

## 性质
氰化钡是一种吸湿性固体，会水合成二水合物 Ba(CN)2 · 2 H2O ，为棱柱结构。它在 100 °C 时会放出结晶水。 当 Ba(CN)2 在水蒸气中加热时，会形成氢氧化钡 Ba(OH)2 、氨 NH3 和一氧化碳 CO。
{\displaystyle \mathrm {Ba(CN)_{2}+4\ H_{2}O\longrightarrow Ba(OH)_{2}+2\ NH_{3}+2\ CO} }
它和镁粉加热反应，形成碳化钡。